# Indigo-Quadrille
Indigo-Quadrille, op. 344, är en kadrilj av Johann Strauss den yngre. Den spelades första gången den 5 mars 1871 i Gyllene konsertsalen i Musikverein i Wien.

## Historia
Under 1860-talet gjorde Johann Strauss några tidiga försök att komponera för scenen, men det var inte förrän 1871 (10 februari) som hans första av sammanlagt femton operetter hade premiär: Indigo und die 40 Räuber (Indigo och de 40 rövarna). Med 23 musiknummer och en balettsekvens innehöll Indigo mer musik än någon av hans senare operetter - förmodligen på grund av återanvändandet av melodier som skapats till hans skrotade scenverk. Strauss arrangerade inte mindre än nio separata orkesterverk utifrån musiken till Indigo - en summa som inte skulle överträffas i något annat scenverk, med undantag för Det lustiga kriget (1881). Bland verken återfinns Indigo-Quadrille, ett dansverk som gav Strauss möjligheten att för första gången arrangera en kadrilj över teman från ett av sina egna scenverk till skillnad från ett av en annan kompositör. Kadriljen framfördes första gången den 5 mars 1871 vid en konsert i Gyllene salen i Musikverein under ledning av Strauss bror Eduard Strauss.
De sex kadriljdelarna innefattar tematiskt material från följande delar i operetten:
- Pantalon      Akt III Balettmusik (Allegro moderato), Ensemble (No. 20) och Final (No. 23)
- Été              Akt II Kör och Rövarnas sång (No. 9) och Duett (No. 12)
- Poule          Akt II Bacchanal (No. 16) och Akt I Inledning
- Trénis          Akt I Ali Babas Entrésång (No .2)
- Pastourelle  Akt I Final (No. 8) och Akt III Ensemble (No. 20)
- Finale          Akt III Ensemble (No. 20) och Akt I Final

## Om kadriljen
Speltiden är ca 5 minuter och 7 sekunder plus minus några sekunder beroende på dirigentens musikaliska tolkning.
Kadriljen var ett av flera verk där Strauss återanvände musik från operetten Indigo:
- Shawl-Polka, Polka-francaise, Opus 343
- Indigo-Quadrille, Opus 344
- Auf freiem Fusse, Polka francaise, Opus 345
- Tausend und eine Nacht, vals, Opus 346
- Aus der Heimath, Polkamazurka, Opus 347
- Im Sturmschritt, Schnell-Polka, Opus 348
- Indigo-Marsch, Opus 349
- Lust'ger Rath, Polka-francaise, Opus 350
- Die Bajadere, Polka-schnell, Opus 351

## Weblänkar
- Indigo-Quadrille i Naxos-utgåvan.